# Кампањак (Тарн)
Кампањак (фр. Campagnac) насеље је и општина у јужној Француској у региону Миди Пирене, у департману Тарн која припада префектури Алби.
По подацима из 2011. године у општини је живело 122 становника, а густина насељености је износила 16,42 становника/km². Општина се простире на површини од 7,43 km². Налази се на средњој надморској висини од 323 метара (максималној 371 m, а минималној 206 m).

## Демографија
| 1962. | 1968. | 1975. | 1982. | 1990. | 1999. | 2011. |
| ----- | ----- | ----- | ----- | ----- | ----- | ----- |
| 123   | 139   | 130   | 113   | 109   | 114   | 122   |

График промене броја становника у току последњих година